# Петров, Александр Михайлович (дипломат)
Алекса́ндр Миха́йлович Петро́в (род. 13 июня 1953) — советский и российский дипломат. Чрезвычайный и полномочный посол (2020).

## Биография
Окончил Московский государственный институт международных отношений (МГИМО) МИД СССР (1977). Владеет немецким и французским языками. На дипломатической работе с 1977 года.
В 1989—1992 годах — консул Генерального консульства СССР, затем (с 1991) России в Мюнхене (ФРГ).
В 1996—1999 годах — советник Посольства России в Германии.
В 1999—2000 годах — генеральный консул России в Бонне (Германия).
В 2005—2011 годах — советник-посланник Посольства России в Германии.
В 2011—2015 годах — заместитель директора Третьего Европейского департамента МИД России.
С 18 августа 2015 по 14 декабря 2021 года — чрезвычайный и полномочный посол Российской Федерации в Эстонии.

## Награды
- Знак отличия «За безупречную службу» XL лет (10 сентября 2018) — За большой вклад в реализацию внешнеполитического курса Российской Федерации и многолетнюю безупречную государственную службу[3]

## Дипломатический ранг
- Чрезвычайный и полномочный посланник 2 класса (2 апреля 2003)[4].
- Чрезвычайный и полномочный посланник 1 класса (20 ноября 2007)[5].
- Чрезвычайный и полномочный посол (25 декабря 2020)[6].

## Семья
Женат, имеет дочь.